# Jérôme 50
Jérôme Charette-Pépin, mieux connu sous le pseudonyme de Jérôme 50, est un auteur-compositeur-interprète de L'Ancienne-Lorette, au Québec. Il a fait paraitre trois albums sous le label Bravo musique.

## Biographie
Originaire de L'Ancienne-Lorette, en banlieue de Québec, Charette-Pépin commence à écrire des chansons dès l'âge de 11 ans. À partir de 17 ans, celui-ci performe en public sur la rue Saint-Jean, dans le Vieux-Québec. Après avoir abandonné ses études en éducation, il termine, en 2018, son baccalauréat en linguistique à l'Université Laval. Il poursuit ses études à la maitrise afin d'étudier les questions de non-intervention linguistique. Son pseudonyme lui est inspiré de la bière Labatt 50.
En 2018, Jérôme 50 publie La hiérarchill, son premier album studio. Le titre, un « terme à connotation politique », cherche à décrire « un choc générationnel qu’il observe », soit « l’immobilisme comme arsenal pour protester contre les dérives sociales ». Les chilleurs, thématique central de l'album, représentent ces jeunes du Québec qui « refusent le système néolibéral dans lequel on vit ». L'album est nommé dans la catégorie « Album de l'année - Alternatif » au 41e gala des prix Félix, alors que Jérôme 50 est nommé comme révélation de l'année.
En 2019, il publie le projet Le camp de vacances de Jérôme 49, un double album — un en version « campeur » et un en version « moniteur » —, où Charette-Pépin reprend de manière humoristique certains chants classiques de camps de vacances.
En 2023, il publie Antigéographiquement, son deuxième album. Dans celui-ci, Charette-Pépin aborde les questions d'identité québécoise, d'indépendance du Québec et d'insécurité linguistique. Le simple « Tokébakicitte », néologisme de « on est au Québec ici », devient un hit-parade québécois en 2021 et est nommé dans la catégorie « chanson de l'année » au 43e gala des prix Félix.
Il crée, en 2023, le balado « Ainsi soit chill », diffusé sur la plateforme ICI Radio-Canada Ohdio. Il y aborde des questions linguistiques propres aux jeunes québécois en milieu urbain, notamment le métissage linguistique, le verlan, les blasphèmes, parmi d'autres.
En 2024, Jérôme 50 publie le livre Dictionnaire du chilleur chez Le Robert Québec. Cet œuvre, un « ouvrage de référence consacré au langage des jeunes Québécois » est le produit de cinq ans de recherches sur l'évolution des expressions québécoises, notamment en analysant le discours directement sur le terrain, à savoir « les parcs, les stationnements, les fêtes et les bars ».
En 2025, Jérôme 50 publie deux simples en vue de la diffusion d'un nouvel album, soit « La plus belle fille du moshpit » et « Y’a pu d’poude dans poude ».